# Centrul European de Prognoză Meteo pe Termen Mediu
 Centrul European de Prognoză Meteo pe Termen Mediu (European Centre for Medium-Range Weather Forecasts - ECMWF) este o organizație interguvernamentală independentă, sprijinită de cele mai multe din țările Europei, cu sediul în Shinfield Park, Reading, United Kingdom. Are în funcțiune unul dintre cele mai mari complexuri de supercomputere din Europa și cea mai mare arhivă din lume de date numerice de prognoză meteo.  Datele sale meteorologice mai sunt cunoscute și ca modelul european. 
ECMWF a fost înființat în 1975, ca o recunoaștere a faptului că e nevoie de a de aduce împreună resursele științifice și tehnice ale serviciilor și instituțiilor de meteorologie europene pentru a putea realiza o prognoză pe termen mediu (până la două săptămâni). Scopul proiectului a fost să aducă beneficii economice și sociale. 
     membrii din 2015
     înțelegeri de cooperare

membrii din 2015
înțelegeri de cooperare

Este formată din 22 de state europene:  
- cele optsprezece state fondatoare din 1975: Austria , Belgia , Croația , Danemarca , Finlanda , Franța , Germania , Grecia , Republica Irlanda , Italia , Luxemburg , Olanda , Norvegia , Portugalia , Spania , Suedia , Elveția , Turcia , Marea Britanie .
- patru state care s-au alăturat din 2010: Islanda (aprilie 2011), [3] Slovenia (decembrie 2012), [4] Serbia (ianuarie 2015) [5] și Croația (ianuarie 2016). [6]

Totodată, are acorduri de cooperare cu alte state: Bulgaria , Georgia , Republica Cehă , Estonia , Ungaria , Israel , Letonia , Lituania , Macedonia , Muntenegru , Maroc , România și Slovacia . 
Centrul are aproximativ 350 de angajați, numiți în cea mai mare parte din statele membre și statele cu înțelegere de cooperare. 
În 2017, membri ECMWF au acceptat o ofertă a Guvernului Italiei de a muta sediul central în  Bologna, Italia.  Noul amplasament, o fostă fabrică de tutun, va fi reproiectat de firma de arhitectură  gmp. 
Cea mai accesibilă metodă gratuită de a vedea datele Centrului de prognoză e prin website-ul www.windy.com. Windy, prin donațiile utilizatorilor, plătește pentru accesul la datele ECMWF și le pune ulterior, gratuit, la dispoziția tuturor.   
| Acorduri de cooperare                                                                             | Anul aderării                                    |
| ------------------------------------------------------------------------------------------------- | ------------------------------------------------ |
| OMM                                                                                               | 1 noiembrie 1975                                 |
| EUMETSAT                                                                                          | 18 mai 1988                                      |
| ACMAD                                                                                             | 11 mai 1995                                      |
| ALADIN / HILRLAM - Utilizarea IFS / Arpege                                                        | 19 februarie 1999                                |
| CCC                                                                                               | 6 mai 2003                                       |
| CTBTO                                                                                             | 24 iunie 2003                                    |
| CLRTAP                                                                                            | 26 ianuarie 2005                                 |
| ESA                                                                                               | 31 mai 2005                                      |
| Memorandum de înțelegere pentru biroul de legătură comun cu instituțiile europene de la Bruxelles | 23 aprilie 2010                                  |
| Rimes                                                                                             | 8 februarie 2012                                 |
| CMA                                                                                               | 21 ianuarie 2014                                 |
| US NWS                                                                                            | 23 ianuarie 2015 - modificat la 30 ianuarie 2018 |
| US NCAR                                                                                           | 31 august 2016                                   |
| INPE Brazilia                                                                                     | 31 august 2017                                   |

ECMWF are ca obiectiv să furnizeze prognoze meteorologice globale precise pe o perioadă medie de timp de până la 15 zile și prognoze sezoniere de până la 12 luni.   Produsele sale sunt transmise serviciilor meteorologice naționale ale statelor membre și statelor asociate ca o completare a activităților lor naționale de scurtă durată și climatologice. Aceste state naționale utilizează produsele ECMWF pentru propriile lor sarcini naționale, în special pentru a oferi avertizări timpurii de vreme severă. 
Misiunea centrală a ECMWF este: 
- Producerea de prognoze meteorologice numerice și monitorizarea sistemelor globale care influențează vremea
- Efectuarea de cercetări științifice și tehnice pentru a îmbunătăți abilitățile de prognoză
- Menținerea unei arhive de date meteorologice

Pentru a furniza această misiune de bază, Centrul oferă: 
- Previziuni meteorologice numerice globale de două ori pe zi
- Analiza calității aerului
- Monitorizarea compoziției atmosferice
- Monitorizarea climei
- Analiza circulației Oceanului
- Previziunea hidrologică

### Avertizarea timpurie a evenimentelor meteorologice severe
Prognoza fenomenelor meteorologice severe permite luarea unor măsuri adecvate de atenuare și, totodată, aplicarea de către autorități și populație a unor planuri de urgență.  Timpul sporit obținut prin emiterea de avertismente precise poate salva vieți, de exemplu prin evacuarea persoanelor dintr-o zonă expusă furtunilor severe.   
În luna octombrie 2012, modelul ECMWF a sugerat cu șapte zile în avans că Hurricane Sandy este probabil să loveastă coasta de est a Statelor Unite . 
1. 1 2   https://www.ecmwf.int/en/about/who-we-are Lipsește sau este vid: |title= (ajutor)
2. 1 2  „Who we are”. ECMWF. Accesat în 1 ianuarie 2016.
3. ↑  „MeteoWorld”. 22 septembrie 2015.
4. ↑  „Slovenia becomes ECMWF's 20th Member State”. ecmwf.int. ECMWF. Arhivat din original la 3 septembrie 2013. Accesat în 8 decembrie 2012.
5. ↑  „Serbia becomes ECMWF's 21st Member State”.
6. ↑  Jeppesen, Joanne (1 iulie 2016). „Croatian flag raised at ECMWF”. ECMWF.
7. ↑  „Press kit: Bologna to host ECMWF's new data centre”.
8. ↑  „About Windy”. Accesat în 18 ianuarie 2019.
9. ↑  „ECMWF Co-operating Agreements”. ECMWF. 2017.
10. ↑  Deutscher Wetterdienst. „ECMWF - European Centre for Medium-Range Weather Forecasts”. Berlin, Germany: Federal Ministry of Transport and Digital Infrastructure. Accesat în 29 aprilie 2014. Established in 1975, ECMWF is renowned worldwide for providing the most accurate medium-range global weather forecasts up to 10 days ahead, monthly forecasts and seasonal outlooks to six months ahead.
11. ↑  Roulstone, Ian; Norbury, John (25 iulie 2013). „How Math helped forecast Hurricane Sandy”. Scientific American. Accesat în 9 august 2013.